# Florian Maitre
Florian Maitre (Meudon, 3 september 1996) is een Frans baan- en wegwielrenner die als beroepsrenner actief was voor Total Direct Energie. Hij won de ploegenachtervolging op het Europese kampioenschappen baanwielrennen in 2016 en 2017, in 2017 won hij ook de koppelkoers op het EK.

## Baanwielrennen

### Palmares
| Jaar     | NK                                                         | EK                                 | WK       | Overig   |
| Junioren | Junioren                                                   | Junioren                           | Junioren | Junioren |
| -------- | ---------------------------------------------------------- | ---------------------------------- | -------- | -------- |
| 2014     | ploegenachtervolging                                       |                                    |          |          |
| Beloften |                                                            |                                    |          |          |
| 2016     |                                                            | ploegenachtervolging · koppelkoers |          |          |
| Elite    |                                                            |                                    |          |          |
| 2015     | koppelkoers · omnium · ploegenachtervolging                |                                    |          |          |
| 2016     | ploegenachtervolging                                       | ploegenachtervolging               |          |          |
| 2017     | puntenkoers · ploegenachtervolging · koppelkoers · scratch | ploegenachtervolging · koppelkoers |          |          |
| 2018     | ploegenachtervolging                                       |                                    |          |          |
| 2019     | koppelkoers · ploegenachtervolging                         |                                    |          |          |
| 2020     |                                                            |                                    |          |          |

## Wegwielrennen

### Overwinningen
2018
Bergklassement Ronde van Marokko

### Resultaten in voornaamste wedstrijden
|      | \| Jaar \| Ronde van Vlaanderen \| Parijs-Roubaix \| Parijs-Tours \| \| ---- \| -------------------- \| -------------- \| ------------ \| \| 2020 \| 83e \| \| 77e \| \| 2021 \| \| buit.tijd \| 34e \| |                |              |
| Jaar | Ronde van Vlaanderen | Parijs-Roubaix | Parijs-Tours |
| 2020 | 83e |                | 77e          |
| 2021 | | buit.tijd      | 34e          |

## Ploegen
- 2017 –  Direct Energie (stagiair vanaf 1-8)
- 2020 –  Total Direct Energie
- 2021 –  Total Direct Energie